# Concours Eurovision des jeunes musiciens 1994
- Pays participants qualifiés pour la finale
- Pays participants non qualifiés pour la finale
- Pays ayant participé dans le passé, mais pas en 1994

Bruxelles 1992 Lisbonne 1996
Le Concours Eurovision des jeunes musiciens 1994 est la septième édition de ce concours. La finale est organisée au Philharmonic Concert Hall de Varsovie, en Pologne le 14 juin 1994. 
Des jeunes musiciens de 8 pays participèrent à la finale télévisée de cette édition. Ils furent tous accompagnés par l'orchestre philharmonique de Varsovie, sous la direction de Jerzy Katlewicz. 
Le Royaume-Uni remporte son premier titre avec un concerto pour violoncelle joué par Natalie Clein et composé par le chef-d'orchestre britannique Edward Elgar. La pianiste lettone Liene Circene termine à la seconde place et la violoniste suédoise Malin Broman complète le podium.

## Concours

### Demi-finale
Une demi-finale est organisée le 9 juin pour départager huit musiciens parmi les vingt-quatre participants. Le chypriote Manolis Nephytou participe pour la seconde fois après 1992, mais ne parvient pas à se qualifier pour la finale.
| Pays        | Musicien                  | Instrument  | Rang     |
| ----------- | ------------------------- | ----------- | -------- |
| Allemagne   | Luise Wiedemann           | Basson      | éliminé  |
| Autriche    | Bernard Hufnagl           | Trombone    | éliminé  |
| Belgique    | David Cohen               | Violoncelle | éliminé  |
| Chypre      | Manolis Nephytou          | Piano       | éliminé  |
| Croatie     | Ana Vidović               | Guitare     | éliminé  |
| Danemark    | Frederik Magle            | Orgue       | éliminé  |
| Espagne     | Dolores Rodríguez Paredes | Guitare     | éliminé  |
| Estonie     | Marko Martin              | Piano       | qualifié |
| Finlande    | Pia Toivio                | Violoncelle | qualifié |
| France      | Nicolas Delclaud          | Violon      | éliminé  |
| Grèce       | Antonios Sousamoglou      | Violon      | éliminé  |
| Hongrie     | Mark Farago               | Piano       | qualifié |
| Irlande     | Finghin Collins           | Piano       | éliminé  |
| Lettonie    | Liene Circene             | Piano       | qualifié |
| Lituanie    | Vilhelmas Čepinskis       | Violon      | éliminé  |
| Macédoine   | Kalina Mrmevska           | Piano       | éliminé  |
| Norvège     | Rolf Erik Nystrøm         | Saxophone   | éliminé  |
| Pologne H T | Lukasz Szyrner            | Violoncelle | éliminé  |
| Portugal    | Ruben Da Luz Santos       | Trombone    | éliminé  |
| Royaume-Uni | Natalie Clein             | Violoncelle | qualifié |
| Russie      | Anna Ajrapetiants         | Piano       | éliminé  |
| Slovénie    | Mate Bekavac              | Clarinette  | éliminé  |
| Suède       | Malin Broman              | Violon      | qualifié |
| Suisse      | David Bruchez             | Trombone    | qualifié |

### Finale
| Ordre | Pays        | Musicien       | Instrument  | Rang |
| ----- | ----------- | -------------- | ----------- | ---- |
| 1     | Hongrie     | Mark Farago    | Piano       | -    |
| 2     | Lettonie    | Liene Circene  | Piano       | 2    |
| 3     | Suisse      | David Bruchez  | Trombone    | -    |
| 4     | Finlande    | Pia Toivio     | Violoncelle | -    |
| 5     | Estonie     | Marko Martin   | Piano       | -    |
| 6     | Suède       | Malin Broman   | Violon      | 3    |
| 7     | Royaume-Uni | Natalie Clein  | Violoncelle | 1    |
| 8     | Danemark    | Frederik Magle | Orgue       | -    |